# Confine tra Colombia e Panama
Il confine tra la Colombia e Panama descrive la linea di demarcazione tra questi due stati. Ha una lunghezza di 266 km ed è delimitato dal Trattato Victoria-Vélez del 1924: segue la Serranía del Darién e separa l'America centrale da quella meridionale.

## Storia

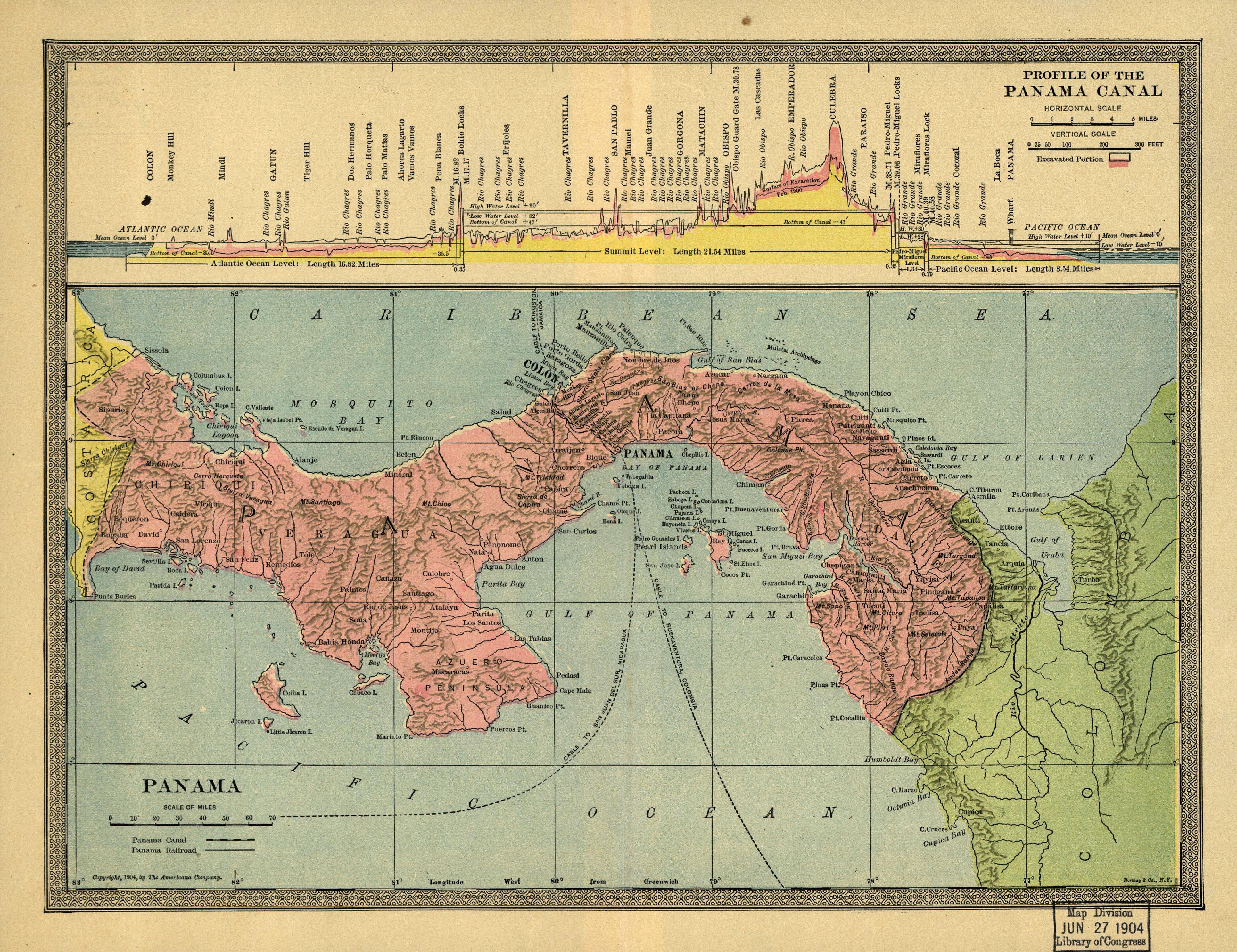
Confini di Panama nel 1904

Il confine fu istituito per la prima volta come demarcazione regionale nel 1508, a seguito dell'emanazione di un decreto reale emesso per definire i territori dei governatorati coloniali di Castilla de Oro e Nueva Andalucía, seguendo il fiume Atrato.
Panama ha fatto parte della Colombia per lungo tempo costituendo uno Stato federale degli Stati Uniti di Colombia. L'attuale limite è regolato dal trattato Victoria-Vélez, sottoscritto a Bogotà il 20 agosto 1924 dall'inviato straordinario e dal ministro plenipotenziario di Panama e Colombia, Nicolás Victoria e dal ministro degli affari esteri della Colombia, Jorge Vélez. Questo trattato è ufficialmente registrato nel registro n. 814 dei trattati della Società delle Nazioni in data 17 agosto 1925. Il confine è stato studiato sulla base di una legge colombiana che lo definiva promulgata il 9 giugno 1855.

## Caratteristiche

Il confine attuale tra i due Stati nel dettaglio

Il confine tra i due Paesi segna un grande arco di forma concava dal lato panamense. La demarcazione è di natura mista, nel senso che risulta un compromesso realizzato seguendo l'idrografia e la geografia locale alternato a segmenti geometrici. In particolare, dall'Oceano Pacifico all'Altos de Aspavé parte una linea retta lunga 28 chilometri, mentre i restanti 238 chilometri dall'Altos de Aspavé al Mar dei Caraibi corrispondono a un confine naturale.
La demarcazione è delimitata da 14 cippi di confine: due di essi (il primo e il quarto) sono di "primaria rilevanza" e i rimanenti di "secondaria rilevanza". Ogni cippo è in cemento armato, che varia per forma e dimensioni in base alla propria importanza. Su ognuno di essi sono poi visibili tre lastre di bronzo: una rappresenta lo stemma di Panama, accompagnata dalla scritta in maiuscolo "PANAMA"; il secondo lo stemma della Colombia e la parola "COLOMBIA", infine, il terzo indica le coordinate geografiche del punto di riferimento. Le operazioni di delimitazione furono fisicamente effettuate tra il 1935 e il 1938.

### Terrestre
- Cippo 1 (cippo del punto nord-ovest di Capo Tiburón): Capo Tiburón è il punto di partenza del confine sul lato caraibico (77º21’50’’ O 8º41’7,3’’ N), situato a 81 m s.l.m.. Da questa posizione parte una linea che separa le acque fino al prossimo punto.

- Cippo 2 ([...] del Cerro Medio): separa le acque tra la baia di Zapzurro, in Colombia e la baia del Miele (in spagnolo bahía de la Miel), a Panama (77º21'28,1  o 8º40'45  N) ed è situato a 151,4 metri sul livello del mare. Da questa posizione segue la linea che divide le acque fino al prossimo punto.

- Cippo 3 (Camino Zapzurro-La Miel): (77º21’46.8 ’O 8º41’17.7’ N), a 77,4 metri di altezza. Continua lungo i rilievi della catena montuosa fino al prossimo punto.

- Cippo 4 (Cerro Parado): situato tra la separazione delle acque della Quebrada Capurganá, in Colombia, e il Río de la Miel, a Panama (77º21'30.7  o 8º38'58.9  N), a 373,3 metri sul livello del mare. Continua lungo la linea che separa le acque fino al prossimo punto.

- Cippo 5 (Cerro Sande): (77º22’26.5 ’O 8º39’8.4’ N), a 442 metri di altezza. Continua lungo la linea di demarcazione dell'acqua tra il fiume Chucurtí e il fiume Agandí fino al prossimo punto.

- Cippo 6 (Chucurtí): situato tra le acque del fiume Armila e il fiume Acandí (77º23’44.2’O 8º36’3838 ’N), a 169,5 metri di altezza. Da questa posizione prosegue lungo lo spartiacque fino a raggiungere il prossimo punto.

- Cippo 7 (Hito del Empalme): il nome vuol dire letteralmente cippo dell'incrocio. Il confine è collegato alla Serranía del Darién. Da questa pietra miliare alla pietra miliare n. 1 si identifica il comarca indigeno di Guna Yala, a Panama, con il dipartimento di Chocó in Colombia (77º26’03,4 ’O 8º33’50’ N). È situato all'altezza di 732 metri. Da questa posizione, procede lungo la linea di demarcazione della catena montuosa fino al prossimo punto.

- Cippo 8 (Cerro Gandí): (77º27’1 ’’ O 8º30’58.6 ’N), a 1.160 metri di altezza. Da questo punto, lo spartiacque di Altos de Puna, nella Serranía del Darién, procede fino al prossimo punto.

- Cippo 9 (Tanela): (77º17’33 ’’ O 8º13’29,6 ’N), a 1.415 metri sul livello del mare. Da questa pietra miliare, la linea di divisione idrografica prosegue tra le sorgenti degli affluenti del fiume Tuira, a Panama, e le sorgenti degli affluenti del fiume Atrato, in Colombia, fino alla pietra miliare successiva.

- Cippo 10 (Alto Limón): (77º9’24,1 ’’ O 7º58’17 ’’ N), a 605 metri di altezza. È il punto più orientale di tutta Panama. Da questo punto si prosegue lungo la linea Lo spartiacque tra le sorgenti degli affluenti del fiume Tuira e le sorgenti degli affluenti del fiume Atrato, fino alla prossima pietra miliare.

- Cippo 11 (Palo de las Letras): si trova sulla strada tra la città di Paya, a Darien e Bocas de Tulé, alla confluenza dei fiumi Tulé e Cacarica, in Colombia (77º20’40 ’’ O 7º50’45.9 ’N). È situato a 155 metri di altezza. Continua lungo la linea di divisione idrografica tra gli affluenti dei fiumi Tuira e Atrato e sale attraverso Altos de Quía fino al prossimo punto.

- Cippo 12 (Mangle): situato sullo spartiacque tra le pendici orientali del fiume Montorodó (affluente del fiume Salaquí), in Colombia e il fiume Guayabo (affluente del fiume Mangle), a Panama (77º35’39,8 ’O 7º32’12,4’ ’N). Situato a 470 metri sul livello del mare. Da questo punto segue le acque facenti parte del bacino del fiume Salaquí (conferendo al confine una forma concava verso la Colombia), e, quindi, tra la linea di demarcazione delle acque tra il fiume Juradó (in Colombia) e il fiume Balsas (a Panama) Fino al prossimo punto.

- Cippo 13 (Cruce): situato sullo spartiacque del fiume Juradó e della gola di Balsitas, affluente del fiume Balsas (77º44'5.5  o 7º28'25.5  N), a 250 metri di altezza. Da questa pietra miliare prosegue lungo la linea di demarcazione dell'acqua tra i fiumi Juradó e Balsas fino ad Altos de Aspavé, dove il corso dell'acqua si interrompe nel meridiano 77º47'33 O, e da questo punto la delimitazione procede orizzontalmente verso il prossimo punto.

- Cippo 14 (Pacífico): situato in un punto sulla costa dell'Oceano Pacifico, equidistante tra Punta Cocalito, a Panama e Punta Ardita, in Colombia (77º53'20.9 o 7º12'39.3  N), all'altezza di 26 metri.

### Marittimo
Le frontiere marittime in entrambi gli oceani furono delimitate per mezzo del trattato Liévano-Boyd firmato il 20 novembre 1976 attraverso i Ministri degli Affari Esteri della Colombia, Indalecio Liévano Aguirre e Panama, Aquilino Boyd. Il trattato delimita la parte corrispondente al Mar dei Caraibi come segue:
- La linea mediana i cui punti sono tutti equidistanti sono calcolati dalla costa di ciascuna nazione. In particolare, il confine terrestre è considerato da Capo Tiburon (08°41'7.3" N 77°21'50.9" O / 8.685361, -77.364139) al punto situato alle coordinate 12 ° 30′00 ″ N 78 ° 00′00 ″ O / 12.50000, -78.00000.

- A partire dal punto situato a 12 ° 30′00 ″ N 78 ° 00′00 ″ O / 12.50000, -78.00000, la delimitazione delle aree marine e subacquee che appartengono a ciascuna delle due nazioni consiste in una serie di linee rette, fino al punto di coordinate 11 ° 00′00 ″ N 81 ° 15′00 ″ O / 11,00000, -81,25000, dove i confini si intersecano con la Costa Rica.

Il confine marittimo è costituito dai seguenti punti:
1. 8°41′07.3″N 77°21′50.9″W
2. 9°09′00″N 77°13′00″W
3. 9°27′00″N 77°03′00″W
4. 10°28′00″N 77°15′00″W
5. 11°27′00″N 77°34′00″W
6. 12°00′00″N 77°43′00″W
7. 12°19′00″N 77°49′00″W
8. 12°30′00″N 78°00′00″W
9. 12°30′00″N 79°00′00″W
10. 11°50′00″N 79°00′00″W
11. 11°50′00″N 80°00′00″W
12. 11°00′00″N 80°00′00″W
13. 11°00′00″N 81°15′00″W

La delimitazione corrispondente all'Oceano Pacifico è:
- Dal punto medio tra i punti Cocalito e Ardita, delle coordinate 07 ° 12′39.3 ″ N 77 ° 53′20.9 ″ O / 7.210917, -77.889139, punto in cui finisce il confine terrestre tra le due nazioni, fino al punto situato a coordinate 05 ° 00′00 ″ N 79 ° 52′00 ″ W / 5,00000, -79,86667. A questo punto la linea mediana termina in cui tutti i punti sono equidistanti dai punti più vicini alle linee di base, da dove ogni nazione misura la larghezza del suo mare territoriale.

- A partire dal punto situato alle coordinate 05 ° 00′00 ″ N 79 ° 52′00 ″ O / 5,00000, -79.86667 è seguito dal suo parallelo al punto coordinate 05 ° 00′00 ″ N 84 ° 19′00 ″ O / 5.00000, -84.31667, dove inizia la delimitazione con la Costa Rica.

Il confine è delimitato dai seguenti punti:
1. 7°12′39.3″N 77°53′20.9″W
2. 6°44′00″N 78°18′00″W
3. 6°28′00″N 78°47′00″W
4. 6°16′00″N 79°03′00″W
5. 6°00′00″N 79°14′00″W
6. 5°00′00″N 79°52′00″W
7. 5°00′00″N 84°19′00″W

## Geografia locale
Il confine attraversa prevalentemente foreste pluviali, in quanto situato nel cuore del Darién. Non esistono autostrade che collegano i due Paesi all'interno e sulla costa, poiché non è tuttora stato realizzato un tratto dell'autostrada Panamericana. Le uniche città localizzate sul confine sono La Miel, a Panama, e Sapzurro, in Colombia (entrambi sulla costa caraibica).
Poiché non vi è una popolazione significativa e un sistema di trasporti ben organizzato nell'area di frontiera, il commercio terrestre tra Colombia e Panama è praticamente inesistente.

## Insediamenti frontalieri
Colombia:
- Sapzurro, Capurganá, Acandí, Unguía, Salaquí, Punta Ardita.

 Panama:
- Puerto Obaldía, Unión Chocó, Yaviza, Boca de Cupe, Púcuro, Río Viejo, El Guayabo, Punta Cocalito.